# Шафир, Яков Григорьевич
Яков Григорьевич Шафир (? — 1919) — революционер, политический деятель, журналист.

## Биография
Исключён из гимназии за непочтительный отзыв о царе, поэтому образование получил экстерном. В течение 15 лет жил в эмиграции в США, там
же вступил в Социалистическую партию Америки. Вернулся в Российскую империю в 1899 и поселился в Благовещенске. В 1917 году возглавил Благовещенский городской комитет партии большевиков. Являлся делегатом в Петрограде на III Всероссийском съезде Советов. Как имеющий журналистский опыт, назначен редактором первой советской газеты Амурской области, «Известий Благовещенского совета рабочих, солдатских и крестьянских депутатов» (будущей «Амурской правды»). 24 февраля 1918 вышел первый номер, приуроченный к открытию в Благовещенске IV областного съезда крестьянских депутатов, который состоялся на следующий день. Заместителем редактора стал бухгалтер Александр Казин, один из создателей благовещенской большевистской группы, тоже имеющий опыт издательской работы, был владельцем газеты «Благовещенское утро», издавал «Голос труда». Также в состав редакции с первых дней вошли печатник Савва Колейко, черноморский матрос Пётр Суслов, поэт Корытов и другие. Газета издавалась на бумаге, купленной на собранные рабочими деньги или попросту реквизированной у местных фирм (в основном у фирмы «Кунст и Альберс»). Некоторые номера, за неимением газетной, были отпечатаны на обёрточной бумаге. Ввиду нехватки корреспондентов Я. Г. Шафир и А. Казин привлекли к участию в газете десятки добровольных сотрудников, сельских представителей и рабкоров. Несмотря на трудности, газета выходила регулярно. За год несколько раз переименовывалась: с 17 марта 1918 стала называться «Известия областного Совета рабочих, солдатских и крестьянских депутатов», через месяц, с 14 апреля 1918 года, в связи с провозглашением Амурской социалистической советской республики поменяла название на «Известия трудящихся Амурской социалистической трудовой федеративной республики». Осенью 1918 издание газеты было приостановлено в связи с началом в Приамурье японской интервенции, а все члены редакции арестованы. Я. Г. Шафир был казнён в числе 16 амурских комиссаров, а все постоянные сотрудники газеты оказались в тюрьме. В условиях подполья и партизанской войны выпускалась газета «Красный клич». Последний номер «Красного клича» вышел 7 февраля 1920, а уже на следующий день в освобождённом Благовещенске выпущен 1-й номер газеты «Амурская правда», в редколлегию были введены ческист М. А. Трилиссер, революционер П. Н. Караваев и поэт Г. И. Шпилёв. В годовщину бессудной казни, 26 марта 1920, в саду Народного дома в Благовещенске состоялись похороны 118 коммунистов.